# 捷克斯洛伐克國徽
捷克斯洛伐克國徽為盾徽，大國徽早期黃色獅子、菩提樹枝和樹葉構成。社会主义共和国成立后，则为五角星加代表捷克的白色獅子。在苏东剧变及天鹅绒分离后，捷克斯洛伐克国徽即停止使用。

## 第一共和国时代的國徽
|                                                   |                          | |                                                                                          |                                                      |
| 小國徽 （1918年-1960年） (1920-1938)及(1945-1960) | 小國徽 （1918年-1960年） | 中國徽 （1918-1960）：中為波希米亞；四個象限分別為斯洛伐克、羅塞尼亞、摩拉維亞和西里西亞 (1920-1939) | 中國徽 （1918-1960）：中為波希米亞；四個象限分別為斯洛伐克、羅塞尼亞、摩拉維亞和西里西亞 | 大國徽 （1918-1960）：下方分別為拉提鮑、奧帕瓦和切欣 |

## 社会主义共和国時代的國徽
|                              |                            |                                                 |
| 捷克斯洛伐克國徽 (1960-1990) | 捷克斯洛伐克社会主义共和国 | 斯洛伐克社會主義共和國國徽 (1960-1990) (事實上) |

## 联邦共和国时代的國徽
|                                  |                              |                                      |
| 國徽 聯邦 捷克共和國 (1990-1992) |                              |                                      |
|                                  |                              |                                      |
| 捷克斯洛伐克聯邦共和國           | 捷克斯洛伐克國徽 (1990-1992) | 國徽 聯邦 斯洛伐克共和國 (1990-1992) |